# Boliche nos Jogos Asiáticos da Juventude de 2009
As competições de boliche nos Jogos Asiáticos da Juventude de 2009 ocorreram entre 1 e 6 de julho. Oito eventos foram disputados.

## Calendário
| Junho/Julho | 20 | 22 | 24 | 27 | 29 | 30 | 1 | 2 | 3 | 4 | 5 | 6 | 7 | Finais |
| ----------- | -- | -- | -- | -- | -- | -- | - | - | - | - | - | - | - | ------ |
| Boliche     |    |    |    |    |    |    | 2 | 2 |   | 2 |   | 2 |   | 8      |

## Quadro de medalhas
| Ordem | País          | Medalha de ouro | Medalha de prata | Medalha de bronze |    |
| ----- | ------------- | --------------- | ---------------- | ----------------- | -- |
| 1     | Singapura     | 3               | 3                | 2                 | 8  |
| 2     | Coreia do Sul | 3               | 2                | 4                 | 9  |
| 3     | Hong Kong     | 2               |                  |                   | 2  |
| 4     | Japão         |                 | 2                | 1                 | 3  |
| 5     | Tailândia     |                 | 1                |                   | 1  |
| 6     | Filipinas     |                 |                  | 1                 | 1  |
| TOTAL | TOTAL         | 8               | 8                | 8                 | 24 |

## Medalhistas
| Evento                          | Ouro                                             | Prata                                       | Bronze                                                        |
| Individual masculino (detalhes) | HKG Hong Kong Mak Cheuk Yin                      | KOR Coreia do Sul Park Ji-soo               | KOR Coreia do Sul Hwang Dong-jun                              |
| Duplas masculinas (detalhes)    | Choi Kyung-hwan Hwang Dong-jun KOR Coreia do Sul | Satoshi Hamanaka Takuma Echigo JPN Japão    | Brandon Lee Bing Xiang Christopher Hwang Eu Wei SIN Singapura |
| Equipes masculinas (detalhes)   | HKG Hong Kong                                    | SIN Singapura                               | KOR Coreia do Sul                                             |
| Masters masculino (detalhes)    | SIN Singapura Low Eng Howe Basil                 | KOR Coreia do Sul Choi Kyung-hwan           | PHI Filipinas Collins Jose                                    |
| Individual feminino (detalhes)  | SIN Singapura New Hui Fen                        | JPN Japão Misaki Mukotani                   | KOR Coreia do Sul Oh Nu-ri                                    |
| Duplas femininas (detalhes)     | Darshini Krishna New Hui Fen SIN Singapura       | Tanaprang Sathean Yanee Saebe THA Tailândia | Sim Ui-jin Oh Nu-ri KOR Coreia do Sul                         |
| Equipes femininas (detalhes)    | KOR Coreia do Sul                                | SIN Singapura                               | JPN Japão                                                     |
| Masters masculino (detalhes)    | KOR Coreia do Sul Sim Ui-jin                     | SIN Singapura New Hui Fen                   | SIN Singapura Darshini Krishna                                |